# 모간 크리크의 기적
《모간 크리크의 기적》(The Miracle Of Morgan's Creek)은 미국에서 제작된 프레스턴 스터지스 감독의 1944년 코미디, 멜로/로맨스, 전쟁 영화이다. 에디 브랙큰 등이 주연으로 출연하였고 프레스톤 스터지스 등이 제작에 참여하였다.

## 출연

### 주연
- 에디 브랙큰
- 베티 허튼

### 조연
- 다이아나 린
- 윌리엄 드마레스트
- 브라이언 돈레비
- 포터 홀
- 아킴 타미로프

## 기타
- 미술: 한스 드레이어
- 미술: 에른스트 페크테
- 의상: 에디스 헤드